# Barrage de Sarıyar
Le barrage de Sarıyar est situé en Turquie, dans la province d'Ankara à 23 km au Nord de Nallıhan. Il est bâti sur le fleuve Sakarya. 
Le barrage a été construit entre 1950 et 1956, il produit 400 GWh d'électricité par an.

## Sources
- (en) www.dsi.gov.tr/tricold/sariyar.htm Site de l'agence gouvernementale turque des travaux hydrauliques